# Bodegón con gavilán, aves, porcelana y conchas
Bodegón con gavilán, aves, porcelana y conchas es una obra pictórica de la pintora flamenca Clara Peeters que fue realizada en 1611. Está expuesta en el Museo del Prado de Madrid.

## Descripción
Se trata de un óleo sobre tabla con unas dimensiones de 52 x 71 cm. Representa de manera exquisita texturas y se realza la armonía de colores con los elegantes tonos pardos tanto del estante como del fondo. Fue uno de los primeros bodegones dedicados a la caza. Es considerado una de las mejores obras de Peeters. Se cree que la artista lo pintó con la intención de vendérselo a algún cliente de élite.
La reflectografía infrarroja indica trazos del dibujo subyacente en las conchas, tanto en el contorno del plato, como en el pico de varios de los pájaros y en algunas zonas de la cola del gallo. La cabeza del pájaro que sale por debajo del ala fue añadida después de pintado el cesto, un tipo de ajuste habitual de Peeters.
Los objetos mostrados en esta escena podían ser del gusto de cualquier coleccionista de porcelana y conchas exóticas de la época, y también de los amantes de la caza. El gavilán era comúnmente empleado en la cetrería, un deporte típico de la realeza y la aristocracia y que aún en el siglo XVII era una afición de las élites en buena parte de Europa. Esta pintura muestra una imagen que podría tener relación con la forma en la que cazaban las clases altas, "de plume avec plume". Peeters pudo haber pintado al halcón del bodegón a partir de un ave que estuviera posada sobre la mano de un halconero. Sin embargo, y a pesar del gran realismo con el que Peeters representó el brillo del ojo del animal, al no llevar este pihuelas en los tarsos se cree que no era un animal vivo, por lo que habría estado preparado por un taxidermista.

## Historia
Se considera que tanto este bodegón, como la obra también ubicada en el Museo del Prado Bodegón con pescado, vela, alcachofas, cangrejos y gambas, fueron documentados por primera vez en 1666 en los inventarios de la Colección Real española del Real Alcázar de Madrid.
En 2016, esta pintura estuvo integrada en la exposición El arte de Clara Peeters, la primera dedicada a una mujer artista en el Museo del Prado. Bodegón con gavilán, aves, porcelana y conchas es una de las cuatro obras expuestas de Peeters en el Museo del Prado de Madrid, junto a Bodegón con flores, copa de plata dorada, almendras, frutos secos, dulces, panecillos, vino y jarra de peltre, Bodegón con pescado, vela, alcachofas, cangrejos y gambas y Mesa con mantel, salero, taza dorada, pastel, jarra, plato de porcelana con aceitunas y aves asadas. Sin embargo, en marzo de 2018, esta obra era una de las únicas seis pintadas por mujeres expuestas en el Museo del Prado, entre las que se encontraban tres pinturas de Sofonisba Anguissola, Isabel de Valois sosteniendo un retrato de Felipe II, Retrato de la reina Ana de Austria y Retrato de Felipe II, una de Artemisia Gentileschi, Nacimiento de San Juan Bautista, y otra más de la propia Peeters, Bodegón con flores, copa de plata dorada, frutos secos, dulces, panecillos, vino y jarra de peltre.